# Das (illa)

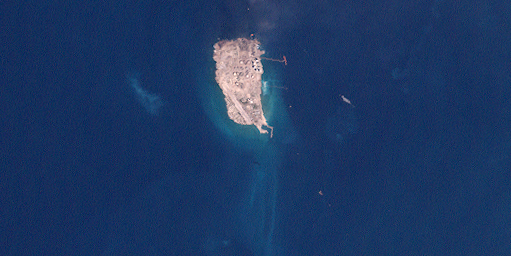
Imatge via satèl·lit de l'illa.

L'illa de Das (àrab: جزيرة داس, jazīrat Dās) és una illa del golf Pèrsic, a l'Emirat d'Abu Dhabi (Emirats Àrabs Units), uns 180 km al nord-oest de la ciutat d'Abu Dhabi i uns 140 de la costa de l'emirat.
Aquesta illa va tenir importància antigament com a centre on ponien els ous les tortugues i com a refugi de milers d'ocells marins; la major part dels ocells van desaparèixer quan l'illa va esdevenir un centre petrolier i de gas als anys seixanta, però als darrers anys s'ha constatat el retorn de l'ocell Sterna repressa, que s'ha pogut adaptar-se a la indústria.
Les restes de poblament antic, si existien, van desaparèixer i només consten troballes d'algunes peces islàmiques de poteria que apareixen a les obres de tant en tant. També hi ha restes d'un cementiri de pescadors.
L'illa ja fou esmentada amb el nom de Daas pel joier venecià Gasparo Balbi el 1580 i va aparèixer per primer cop en un mapa del servei hidrogràfic de la Companyia Britànica de les Índies Orientals a Bombai el 1829.
És una terminal dels oleoductes i gasoductes de l'Abu Dhabi Marine Operating Company (ADMA-OPCO) i l'Abu Dhabi Gas Liquefaction Company (ADGAS), integrades ambdues al grup de l'Abu Dhabi National Oil Company (ADNOC). La Terminal es va crear el 1959 quan s'hi va trobar petroli i un equip va desembarcar a l'illa deserta, va estudiar el terreny i va determinar la viabilitat de la construcció d'un establiment industrial. L'elecció fou condicionada per l'existència d'un bon canal d'aigua clara a 700 metres de la costa est de l'illa, i a la proximitat dels pous marítims d'Umm Shaif i Zakum. Amb els anys s'ha desenvolupat i avui dia compte amb aeroport (codi OMAS) i heliport. Tot el seu relleu ha estat treballat pels buldòzers per col·locar els dipòsits, serveis de comunicació, edificis, centrals d'energia, centres de treball, fàbriques i carreteres. L'illa té una comissaria de policia, hospital, centre de lleure i altres serveis. Hi viuen uns tres mil treballadors, tots homes. El centre va exportar per primera vegada el 4 de juliol de 1962. La ciutat dels treballadors es diu Sahil i és al sud-oest.